# Canadian Forces Base Greenwood

i8
i11
i13
Canadian Forces Base Greenwood (IATA: YZX, ICAO: CYZX) ist ein Luftwaffenstützpunkt der Royal Canadian Air Force und befindet sich in der Nähe der Kleinstädte Greenwood und Kingston in Nova Scotia. Der Stützpunkt ist einer von zwei in Kanada, auf dem die CP-140 Aurora und CP-140A Arcturus anti-submarine/maritime Patrouillenflugzeuge stationiert sind. Die auf dem Stützpunkt stationierte Einheit ist das 14th Wing (14. Geschwader).

## Geschichte
Der Flugplatz wurde zwischen 1940 und 1942 fertiggestellt. Im Laufe der Zeit waren verschiedene Flugzeugmuster und Geschwader auf dem Flugplatz stationiert. Lockheed Hudson MK III, Avro Anson und die Westland Lysander. Alle Flugzeuge gehörten der britischen Royal Air Force an. Ende 1942 befanden sich auf dem Stützpunkt 36 Maschinen sowie 194 Auszubildende von insgesamt 1474 Personen. Bis November 1942 hat sich die Zahl der Auszubildenden verdoppelt und die stationierten Maschinenanzahl erhöhte sich auf 80. 
Im Zuge des BCATP-Programms war der Flugplatz als Ausgangsbasis für die Seeaufklärung zuständig. Von dort aus starteten Flugzeuge, die U-Boot-Aktivitäten im westlichen Atlantik beobachteten. Am 1. Juli 1944 wurde die Air Base an die RCAF, der kanadischen Royal Canadian Air Force, übergeben. Unter der neuen Leitung wurde das BCTAP-Programm fortgeführt. Das Programm lief bis zum 31. März 1945.

## Heutige Nutzung
Der Stützpunkt des 14. Geschwaders ist der größte der kanadischen Luftwaffe an der atlantischen Küste, nach Anzahl der stationierten Flugzeuge und Personal. Die folgenden Flugzeugtypen sind permanent auf dem Flugplatz stationiert:
- 3 Staffeln, ausgerüstet mit CP-140 Aurora/CP-140A Arcturus Seefernaufklärern (je eine Einsatz-, kombinierte Einsatz-/Ausbildungs- und eine Versuchs-/Entwicklungsstaffel)
- 1 Luft-See-Rettungs- und Transportstaffel, ausgerüstet mit je einem Schwarm CH-149 Cormorant (seit 2001) und CC-295 Kingfisher (seit 2025)[1]

Zusammen mit CFB Gander, CFB Goose Bay und CFB Bagotville wird die Air Base als Rotationsflugplatz genutzt, auf dem abwechselnden Geschwadereinheiten mit CF-188 Kampfflugzeugen stationiert werden. Dies wurde seit den Anschlägen vom 11. September eingeführt, als Teil des NORAD-Flugraumüberwachung, um den östlichen Luftraum des nordamerikanischen Kontinents besser überwachen zu können.